# Meczet Centralny w Lizbonie
Meczet Centralny w Lizbonie (port: Mesquita Central de Lisboa) – główny meczet w Lizbonie, w Portugalii, służący społeczności islamskiej stołecznego miasta. Budynek został zaprojektowany przez architektów António Maria Braga i João Paulo Conceição. Jego cechami zewnętrznymi są minaret i kopuła. Meczet zawiera hol recepcyjny, salę modlitewną i audytorium. Centralny Meczet utworzył radę świadczenia usług finansowych i innych dla potrzebujących członków lokalnej społeczności muzułmańskiej. Mimo że wniosek pozwolenia na budowę centrum został złożony w 1966 roku, nie został on przyznany do 1978 roku. Budynek został ostatecznie otwarty w 1985 roku.